# 澳門盾徽
澳門盾徽（葡萄牙語：Brasão de armas de Macau）是指葡萄牙管治澳門時在當地所用的徽號；在澳門主權移交前，澳門政府使用的是葡國國徽或澳門盾徽，而代表澳門參加國際性比賽時則使用澳門市政廳市徽；在移交後全部由澳門特別行政區區徽取代。

## 歷史
1935年5月8日，葡萄牙政府發佈第8098號訓令，授予澳門政府有使用澳門盾徽之使用權利。

## 不同時期盾徽版本

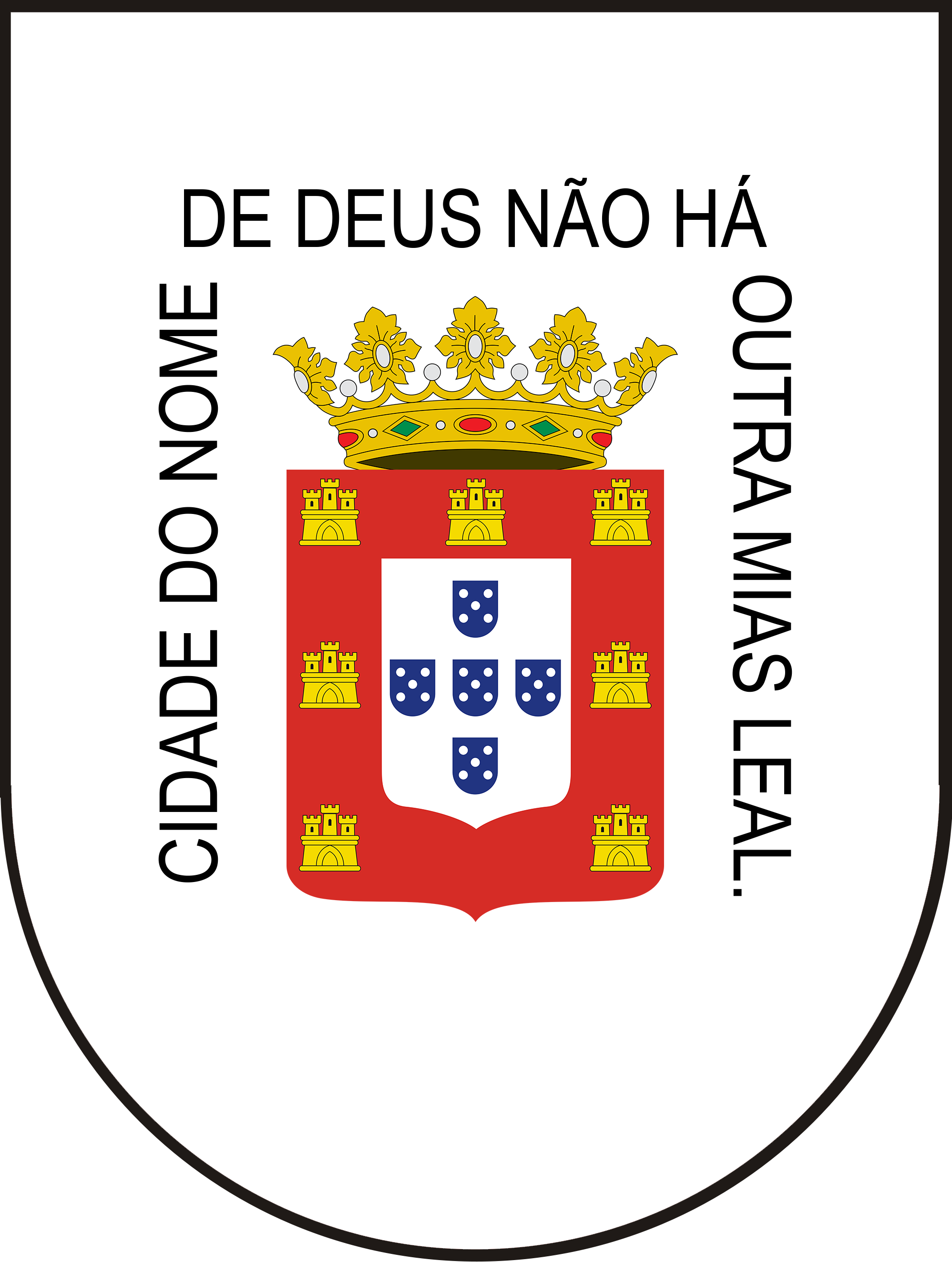
澳門盾徽（18世紀中葉－19世紀末） 葡萄牙語: 天主之名之城無此至忠誠
澳門盾徽（19世紀末－1935年）
澳門盾徽（1935年－1951年）
澳門盾徽（1951年－1976年）
澳門盾徽（1976年－1999年）
澳門盾徽簡單形（1935年－1999年）